# Scion xB
La Scion xB est un véhicule du constructeur automobile japonais Scion vendu depuis 2003, et destinée au marché américain. Une seconde génération est apparue en 2007.
Elle possède un réservoir de 53 litres.
61.306 ventes en 2006

## Première Génération (2003-2007)
Depuis sa création il y a eu une série limitée appelée RELEASE series
- version 1.0
- version 2.0
- version 3.0
- version 4.0

## Seconde Génération (2007-2015)
retour de la série limitée RELEASE series
- version 5.0 (2008)[1]
- version 6.0 (2009)[2]
- version 7.0 (2009)[3]
- version 8.0 (2010)[4]